# Organització Mundial del Comerç
L'Organització Mundial de Comerç (OMC) és una organització internacional que supervisa els acords comercials en definir les regles del comerç entre els estats membres. L'OMC és el successor de l'Acord General d'Aranzels i Comerç (GATT, per les seves sigles en anglès) i té com a propòsit el reduir o eliminar completament les barreres internacionals al comerç.
La seu de l'OMC es troba al Centre William Rappard, a Ginebra, Suïssa. El març de 2013, Roberto Azevêdo en va ser escollit director general. L'OMC té 164 membres, que representen més del 95% del total del comerç mundial i 30 observadors, la majoria candidats a l'adhesió. Tots els membres de l'OMC han de concedir-se els uns als altres l'estatus de nació afavorida, per tal que (amb excepcions) les concessions comercials que concedeix un membre a un altre, siguin concedides a tots els membres de l'organització.

## Orígens
L'OMC es va crear l'1 de gener de 1995 per a reemplaçar a l'Acord General de Tarifes i Comerç (GATT), el qual era una sèrie de tractats de la post-guerra que intentaven facilitar el comerç lliure entre les nacions. El principis i els acords del GATT van ser adoptats per l'OMC, la qual va rebre l'encàrrec d'expandir-los. A diferència del GATT, l'OMC té una estructura institucional.
L'OMC és el successor efectiu i esperat de l'anticipada Organització Internacional de Comerç, la qual hauria d'haver reemplaçat al GATT. La Conferència de Comerç i Ocupació de l'Havana el març de 1948 havia acordat crear l'Organització Internacional de Comerç, però aquesta proposta va ser bloquejada pel Senat dels Estats Units.

### Context històric
El GATT (Acord General sobre Aranzels i Comerç) va ser creat l'any 1947 com a resposta al període de proteccionisme, devaluacions competitives i controls de capitals del període d'entreguerres que es considera va ser un dels factors que va portar a la Segona Guerra Mundial. Després de l'adopció de l'Smoot-Hawley Tariff Act als Estats Units, que va incrementar els aranzels dels Estats Units entre el 38% -52%, com a mesura de represàlia, els socis comercials dels EUA li van imposar restriccions comercials. Això va provocar un efecte dominó pel qual els fluxos comercials es desviaven a altres països, es prenien mesures proteccionistes en aquests, i al seu torn mesures de represàlia addicionals es prenien.
Un cop acabada la guerra, els líders polítics mundials van voler establir una sèrie d'organitzacions internacionals que reduïssin la possibilitat que es repetís de nou el conflicte. Aquestes organitzacions internacionals van ser creades per controlar les relacions internacionals i monetàries (Nacions Unides i FMI) i per al control de les relacions comercials (l'Organització Internacional del Comerç, OIC).
Es va considerar que un augment del comerç incrementaria les rendes reals i que la garantia d'un accés no discriminatori als mercats internacionals reduiria la possibilitat de conflictes polítics o que les disputes comercials poguessin crear-los.
El GATT va ser el resultat de les converses entre 23 països (12 països industrialitzats i 11 en desenvolupament) que van tenir lloc en paral·lel a les converses per a la creació de l'OIC. Les negociacions que van tenir lloc a l'Havana l'any 1947 no van donar els seus fruits a causa de la reticència del Congrés dels Estats Units a ratificar l'acord. Finalment, el GATT va ser l'únic resultat dels acords i aquest va impulsar la reducció d'aranzels entre els estats membres.
A partir d'aquí, i d'acord amb el funcionament típic dels tractats, es van succeir una sèrie de rondes de negociació que anaven canviant o afegint determinats aspectes al GATT. Per exemple, el 1962 es va signar el Multifibres Agreement que deroga determinades restriccions quantitatives en el sector tèxtil de l'aplicació de les reduccions aranzelàries (és a dir, que en aquests sectors no s'aplicarien aquestes reduccions). Entre 1973 i 1979 es va celebrar la Ronda de Tòquio.

## Estructura organitzativa

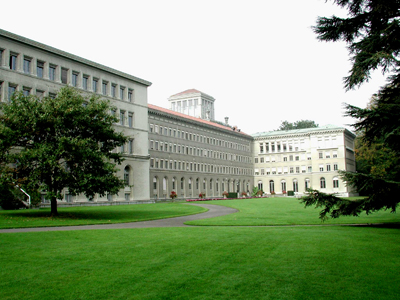
El Centre William Rappard, seu de l'OMC

La Conferència Ministerial és el màxim òrgan decisori, habitualment es reuneix cada dos anys i és formada per tots els membres de l'organització, tant estats com unions duaneres.
El Consell General actua en nom de la Conferència General essent l'òrgan suprem de l'OMC, es reuneix regularment i és format pels representants dels governs dels estats membres, habitualment ambaixadors. El Consell General també pot constituir-se en Òrgan de Solució de Diferències i en Òrgan d'Examen de les Polítiques Comercials.
Del Consell General depenen directament diferents Comitès especialitzats en àrees com per exemple Comerç i Medi Ambient, Comerç i Desenvolupament, Acords Comercials Regionals o Balança de Pagaments i diversos Grups de treball. La declaració de Doha va crear el Comitè de Negociacions comercials.
També en depenen el Consell del Comerç de Mercaderies, el Consell per als Aspectes dels Drets de Propietat Intel·lectual que Afecten el Comerç i el Consell del Comerç de Serveis.

## Funcions
L'OMC té dues funcions bàsiques:
- ser un fòrum de negociació per a les discussions de les regles del comerç existents i futures
- ser un àrbitre i donar solucions a les disputes comercials entre els membres.[12][13]

A més, l'OMC també s'encarrega de revisar i difondre les polítiques comercials nacionals, i a garantir la coherència i la transparència de les polítiques comercials a través de la vigilància i de la formulació de polítiques econòmiques globals. Una altra de les prioritats de l'OMC és l'ajuda al desenvolupament als països menys avançats i de baixos ingressos en vies d'adaptar-se a les normes a través de la cooperació tècnica i la capacitació.
L'OMC és també un centre d'investigació i anàlisi econòmica, fa avaluacions periòdiques de la situació del comerç mundial a les seves publicacions anuals i als informes d'investigació sobre temes específics que realitza. Finalment, l'OMC coopera estretament amb els dos organismes creats pels acords de Bretton Woods, el Fons Monetari Internacional i el Banc Mundial.

### Negociacions
Les decisions de l'OMC com per exemple els acords adoptats o les revisions, són determinades pel consens. Això no vol dir que es trobi unanimitat; només és necessari que cap membre no consideri que la decisió sigui inacceptable per a objectar.
L'avantatge del consens és que promou els esforços per a trobar una decisió acceptable per a tots. Les desavantatges són que cal molt temps per a negociar i arribar al consens, i que els acords finals utilitzen un llenguatge ambigu en els punts de contenció, la qual cosa fa que la interpretació sigui difícil. Richard Steinberg (2002) va argumentar que encara que el model de consens de l'OMC proveeix una base legal per a la negociació, els acords tendeixen a afavorir els Estats Units i a Europa. Les negociacions de Seattle (1999) i Cancun (2003), per exemple, van fracassar, ja que els països en vies de desenvolupament es van refusar a acceptar les condicions proposades.
La ronda de negociacions actuals, la ronda de Doha, va començar a Qatar, el novembre de 2001. Les conversacions han estat molt controvertibles i no s'ha arribat a cap acord, encara que hi ha hagut més oportunitats de negociacions a Cancun, Ginebra i París.

### Resolucions de disputes
Com la majoria de les organitzacions internacionals, l'OMC no té gran poder per a obligar els països a adoptar les seves resolucions i decisions quan un membre té una disputa amb un altre. Si les decisions no es compleixen, l'OMC pot autoritzar "mesures de represàlia", però no hi ha cap mètode efectiu per a forçar el compliment de les resolucions. Això vol dir que els estats econòmicament poderosos poden ignorar les regles i les decisions que afavoreixen als països dèbils, i aquests no tenen el poder per a danyar ni obligar els estats grans, com per exemple els Estats Units i Europa. Un exemple són els subsidis al cotó dels Estats Units que han estat declarats il·legals, però que encara continuen.

## Principis del comerç internacional
L'OMC estableix un marc per a les polítiques comercials, definint les regles del joc de la política comercial, un conjunt de principis legals que són la base del sistema internacional de comerç. Hi ha cinc principis que són d'especial importància per entendre l'OMC i àdhuc el seu predecessor (el GATT):
1. No discriminació. Té dos components principals: la clàusula de la nació més afavorida i la clàusula del tractament nacional. Totes dues formen part de les principals normes de l'OMC sobre els béns, els serveis i la propietat intel·lectual, però el seu abast exacte i la seva naturalesa difereixen segons les àrees. La clàusula de la nació més afavorida fa que els membres de l'OMC hagin d'aplicar les mateixes condicions al comerç amb qualsevol dels altres membres de l'OMC, és a dir, un membre de l'OMC està obligat a atorgar les condicions més favorables que hagi atorgat a un altre estat per al comerç d'un determinat tipus de producte a tots els altres membres de l'OMC. És a dir, no pot aplicat aranzels més elevats dels que aplica a l'estat més afavorit amb qui té un acord de comerç sobre un determinat producte. La clàusula de tractament nacional té per objectiu lluitar contra el proteccionisme, de manera que els productes importats, un cop adquirits, no siguin tractats de manera discriminatòria, sinó de la mateixa manera que els nacionals.
2. Liberalització progressiva del comerç: Una manera d'incentivar el comerç és la de reduir les barreres aranzelàries i altres mesures com per exemple les prohibicions o les limitacions de la importació mitjançant quotes. L'objectiu de lOMC és fer-ho de manera gradual i mitjançant negociacions. Quan va començar l'activitat del GATT les negociacions se centraven exclusivament en aspectes aranzelaris, a partir de la dècada del 1980 es van començar a incloure altres tipus de barreres i nous elements com els serveis i la propietat intel·lectual. Els acords permeten una liberalització gradual i tenint en compte diferents velocitats per a països en desenvolupament.
3. Previsibilitat: El sistema de comerç internacional creat a partir de la institucionalització de l'OMC persegueix que l'entorn on els desenvolupen els negocis comercials sigui estable i previsible, de manera que les empreses tinguin la seguretat que les condicions no canviaran arbitràriament ni de sobte. D'aquesta manera es pretén fomentar les inversions, generar llocs de treball i que els consumidors es puguin beneficiar de la competència, i, en teoria, de preus més baixos.
4. Fomentar la competència lleial: El sistema de comerç que promou l'OMC permet els aranzels i en algunes circumstàncies d'altres formes de proteccionisme. Les normes no s'adrecen a l'assoliment del comerç lliure sinó a aconseguir una competència oberta, lleial i sense distorsions. Normes com les de la no discriminació o relatives al dumping (exportació a un preu inferior al cost per guanyar quota de mercat) o els subsidis pretenen aconseguir unes condicions equitatives en el comerç. Però també hi ha normes que permeten als governs fer front als danys causats pel comerç deslleial, per exemple per mitjà del cobrament de drets addicionals d'importació.
5. Fomentar el desenvolupament: L'OMC intenta incentivar el desenvolupament dels estats tot tenint en compte que els països en vies de desenvolupament i aquells que són en procés de transició vers economies de mercat necessiten unes condicions flexibles i períodes d'adaptació per tal d'aplicar les normes del sistema de comerç de l'OMC. Per això els acords de l'OMC incorporen les antigues disposicions del GATT que preveien assistència i concessions comercials especials per als països en desenvolupament. Cal ressaltar que més del 75% dels membres de l'OMC són països en desenvolupament o països en transició cap a economies de mercat.

## Membres

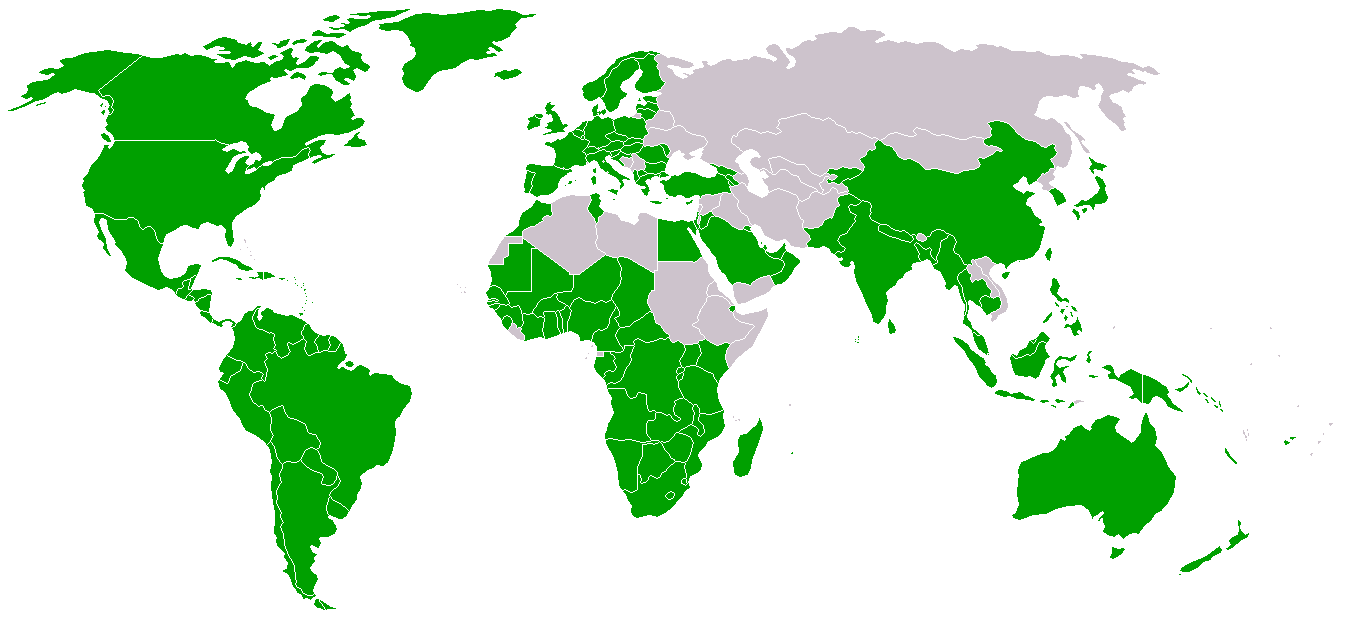
Estats membres de l'OMC

El procés per esdevenir membre de l'OMC és únic per a cada país candidat, les condicions d'adhesió de cada cas depenen de l'estat de desenvolupament del país i del seu règim de comerç. El procés d'adhesió triga uns cinc anys de mitjana, però pot durar més si compromís amb el procés del país és petit o si hi ha qüestions polítiques que hi interfereixin.
Quan va ser creat, l'OMC tenia 76 estats membres. Durant els 10 anys següents van ser acceptats 72 nous membres. Per a veure la llista de tots els estats membres vegeu aquest enllaç Arxivat 2012-01-05 a Wayback Machine..
Hi ha no membres que actuen com a observadors en les negociacions de l'OMC. Alguns d'aquests estats observadors han sol·licitat admissió, però, encara no han estat acceptats.
Iran va presentar la sol·licitud d'admissió el 1996, però, els Estats Units, acusant al govern iranià de donar suport al terrorisme internacional, van bloquejar la seva sol·licitud 22 vegades. Els Estats Units van dir el març del 2005 que va acceptar la sol·licitud si Iran acceptava les condicions nord-americanes sobre els acords nuclears.
Rússia va sol·licitar admissió al GATT el 1993, però, no va ser acceptat, i encara no és membre de l'OMC. Però, després de 18 anys de negociacions, s'espera que Rússia esdevingui membre de l'OMC l'estiu del 2012 un cop el novembre del 2011, amb la intermediació de Suïssa, es va signar un acord entre Rússia i Geòrgia per superar el bloqueig georgià de la candidatura russa a causa del conflicte d'Ossètia i Abkhàzia del 2008.

### Estats membres de l'OMC
Al 18 d'abril de 2018 l'OMC comptava amb 164 estats membres (entre parèntesis hi ha la data d'adhesió):
- Afganistan (29 de juliol de 2016)
- Albània (8 de setembre del 2000)
- Alemanya (1 de gener del 1995)
- Angola (23 de novembre del 1996)
- Antigua i Barbuda (1 de gener del 1995)
- Aràbia Saudita (11 de desembre del 2005)
- Argentina (1 de gener del 1995)
- Armènia (5 de febrer del 2003)
- Austràlia (1 de gener del 1995)
- Àustria (1 de gener del 1995)
- Bahrain (1 de gener del 1995)
- Bangladesh (1 de gener del 1995)
- Barbados (1 de gener del 1995)
- Bèlgica (1 de gener del 1995)
- Belize (1 de gener del 1995)
- Benín (22 de febrer del 1996)
- Bolívia (12 de setembre del 1995)
- Botswana (31 de maig del 1995)
- Brasil (1 de gener del 1995)
- Brunei (1 de gener del 1995)
- Bulgària (1 de desembre del 1996)
- Burkina Faso (3 de juny del 1995)
- Burundi (23 de juliol del 1995)
- Cambodja (13 d'octubre del 2004)
- Camerun (13 de desembre del 1995)
- Canadà (1 de gener del 1995)
- Cap Verd (23 de juliol del 2008)
- Colòmbia (30 d'abril del 1995)
- Rep. del Congo (27 de març del 1997)
- Corea del Sud (1 de gener del 1995)
- Costa Rica (1 de gener del 1995)
- Costa d'Ivori (1 de gener del 1995)
- Croàcia (30 de novembre del 2000)
- Cuba (20 d'abril del 1995)
- Dinamarca (1 de gener del 1995)
- Djibouti (31 de maig del 1995)
- Dominica (1 de gener del 1995)
- Egipte (30 de juny del 1995)
- El Salvador (7 de maig del 1995)
- Emirats Àrabs Units (10 d'abril del 1996)
- Equador (21 de gener del 1996)
- Eslovàquia (1 de gener del 1995)
- Eslovènia (30 de juliol del 1995)
- Espanya (1 de gener del 1995)
- Estònia (13 de novembre del 1999)
- Estats Units (1 de gener del 1995)
- Fiji (14 de gener del 1996)
- Filipines (1 de gener del 1995)
- Finlàndia (1 de gener del 1995)
- França (1 de gener del 1995),
- Gabon (1 de gener del 1995)
- Gàmbia (23 d'octubre del 1996)
- Geòrgia (14 de juny del 2000)
- Ghana (1 de gener del 1995)
- Grècia (1 de gener del 1995)
- Grenada (22 de febrer del 1996)
- Guatemala (21 de juliol del 1995)
- Guinea (25 d'octubre del 1995)
- Guinea Bissau (31 de maig del 1995)
- Guyana (1 de gener del 1995)
- Haití (30 de gener del 1996)
- Hondures (1 de gener del 1995)
- Hong Kong (1 de gener del 1995)
- Hongria (1 de gener del 1995)
- Índia (1 de gener del 1995)
- Indonèsia (1 de gener del 1995)
- Iemen (26 de juny de 2014)
- Irlanda (1 de gener del 1995)
- Islàndia (1 de gener del 1995)
- Israel (21 d'abril del 1995)
- Itàlia (1 de gener del 1995)
- Jamaica (9 de març del 1995)
- Japó (1 de gener del 1995)
- Jordània (11 d'abril del 2000)
- Kazakhstan (30 de novembre de 2015)
- Kenya (1 de gener del 1995)
- Kirguizstan (20 de desembre del 1998)
- Kuwait  (1 de gener del 1995)
- Letònia (10 de febrer del 1999)
- Laos (2 de febrer del 2013)
- Libèria (13 de juny del 2007)
- Lesotho (14 de juliol de 2016)
- Liechtenstein (1 de setembre del 1995)
- Lituània (31 de maig del 2001)
- Luxemburg (1 de gener del 1995)
- Macau (1 de gener del 1995)
- Macau (4 d'abril del 2003)
- Madagascar (17 de novembre del 1995)
- Malàisia (1 de gener del 1995)
- Malawi (31 de maig del 1995)
- Maldives (31 de maig del 1995)
- Mali (31 de maig del 1995)
- Malta (1 de gener del 1995)
- Marroc (1 de gener del 1995)
- Maurici (1 de gener del 1995)
- Mauritània (31 de maig del 1995)
- Mèxic (1 de gener del 1995)
- Moldàvia (26 de juliol del 2001)
- Mongòlia (29 de gener del 1997)
- Montenegro (29 d'abril del 2012)
- Moçambic (26 d'agost del 1995)
- Myanmar (1 de gener del 1995)
- Namíbia (1 de gener del 1995)
- Nepal (23 d'abril del 2004)
- Nicaragua (3 de setembre del 1995)
- Níger (13 de desembre del 1996)
- Nigèria (1 de gener del 1995)
- Noruega (1 de gener del 1995)
- Nova Zelanda (1 de gener del 1995)
- Oman (9 de novembre del 2000)
- Pakistan (1 de gener del 1995)
- Panamà (6 de sptembre del 1997)
- Papua Nova Guinea (9 de juny del 1996)
- Paraguai (1 de gener del 1995)
- Països Baixos (1 de gener del 1995)
- Perú (1 de gener del 1995)
- Polònia (1 de juliol del 1995)
- Portugal (1 de gener del 1995)
- Qatar (13 de gener del 1996)
- República Centreafricana (31 de maig del 1995)
- República Dominicana (9 de març del 1995)
- R.D. del Congo (1 de gener del 1997)
- Txèquia (1 de gener del 1995)
- Romania (1 de gener del 1995)
- Regne Unit (1 de gener del 1995)
- Ruanda (22 de maig del 1996)
- Rússia (22 d'agost del 2012)
- Saint Kitts i Nevis (21 de febrer del 1996)
- Saint Lucia (1 de gener del 1995)
- Saint Vincent i les Grenadines (1 de gener del 1995)
- Samoa (10 de maig del 2012)
- Senegal (1 de gener del 1995)
- Sierra Leone (23 de juliol del 1995)
- Singapur (1 de gener del 1995)
- Salomó (26 de juliol del 1996)
- Sri Lanka (1 de gener del 1995)
- Suècia (1 de gener del 1995)
- Suïssa (1 de juliol del 1995)
- Surinam (1 de gener del 1995)
- Eswatini (1 de gener del 1995)
- Sud-àfrica (1 de gener del 1995)
- Tanzània (1 de gener del 1995)
- Tailàndia (1 de gener del 1995)
- Tadjikistan (2 de març del 2013)
- Togo (31 de maig del 1995)
- Tonga (27 de juliol del 2007)
- Trinitat i Tobago  (1 de març del 1995)
- Tunísia (29 de març del 1995)
- Turquia (26 de març del 1995)
- Txad (19 d'octubre del 1996)
- Ucraïna (16 de maig del 2008)
- Uganda (1 de gener del 1995)
- Unió Europea (1 de gener del 1995)
- Uruguai (1 de gener del 1995)
- Vanuatu (24 d'agost del 2012)
- Veneçuela (1 de gener del 1995)
- Vietnam (11 de gener del 2007)
- Xile (1 de gener del 1995)
- R.P. de la Xina (11 de desembre del 2001)
- Rep. de la Xina (1 de gener del 2002)
- Xipre (30 de juliol del 1995)
- Zàmbia (1 de gener del 1995)
- Zimbàbue (5 de març del 1995)

### Estats observadors
Qualsevol estat que és acceptat com a observador (excepció feta del Vaticà) té el dret a sol·licitar negociacions per tal d'esdevenir membre de l'OMC al cap de cinc anys. Els estats amb estatut d'observador són:
- Algèria (3 de juny del 1987)
- Andorra (4 de juliol del 1997)
- Azerbaidjan (30 juny del 1997)
- Bahames (10 de maig del 2001)
- Belarús (23 de setembre del 1993)
- Bòsnia i Hercegovina (17 de maig del 1999)
- Bhutan (17 de setembre del 1999)
- Comores (22 de febrer del 2007)
- Etiòpia (13 de gener del 2003)
- Guinea Equatorial (19 de febrer del 2007)
- Iran (19 de juliol del 1996)
- Iraq (30 de setembre del 2004)
- Líban (30 de gener del 1999)
- Líbia (10 de juny del 2004)
- São Tomé i Príncipe (14 de gener del 2005)
- Sèrbia (10 de desembre del 2004)
- Seychelles (31 de maig del 1995)
- Síria (4 de maig del 2010)
- Somàlia (7 de desembre de 2016)
- Sudan (11 d'octubre del 1994)
- Sudan del Sud (7 de desembre de 2016)
- Timor Oriental (7 de desembre de 2016)
- Uzbekistan (8 de desembre del 1994)
- Ciutat del Vaticà (16 de juliol del 1997)

### Organitzacions amb estatut d'observador
L'OMC també ha atorgat l'estatut d'observador a certes organitzacions internacionals, però només en determinats àmbits. Per exemple, les organitzacions que tenen reconegut estatut d'observador al Consell General són la FAO, el FMI, el Centre de Comerç Internacional, l'OCDE, l'ONU, la UNCTAD, el Banc Mundial i l'OMPI. En canvi, a l'Òrgan d'examen de les polítiques comercials tenen reconegut l'estatut d'observador 
el Banc Europeu per a la Reconstrucció i el Desenvolupament, l'AELC, la FAO, el FMI, l'OCDE, la UNCTAD i el Banc Mundial.

## Acords
L'OMC supervisa al voltant de 60 acords diferents en la situació de text legal internacional. Els països membres han de signar i ratificar tots els acords de l'OMC en el moment de l'adhesió de A continuació hi ha una discussió sobre alguns dels acords més importants. L'Acord sobre l'Agricultura va entrar en vigor amb la fundació de l'OMC a principis de 1995. L'Acord sobre l'Agricultura té tres conceptes centrals, o "pilars": l'ajuda interna, l'accés als mercats i les subvencions a l'exportació. L'Acord General sobre el Comerç de Serveis va ser creat per ampliar el sistema multilateral de comerç del sector dels serveis, de la mateixa manera que l'Acord General sobre Aranzels Duaners i Comerç (GATT) proporciona un sistema de comerç de mercaderies. L'Acord va entrar en vigor el gener de 1995. L'Acord sobre els Aspectes dels Drets de Propietat Intel·lectual relacionats amb el Comerç estableix les normes mínimes per a la regulació de moltes formes de propietat intel·lectual. Es va negociar al final de la Ronda Uruguai de l'Acord General sobre Aranzels Duaners i Comerç (GATT) el 1994.
L'Acord sobre l'Aplicació de Mesures Sanitàries i Fitosanitàries —també conegut com l'Acord MSF— es va negociar durant la Ronda Uruguai de l'Acord General sobre Aranzels Duaners i Comerç, i va entrar en vigor amb l'establiment de l'OMC a principis de 1995. En el marc de l'Acord MSF, l'OMC estableix restriccions sobre les polítiques dels membres en relació amb la seguretat alimentària (bacteris contaminants, pesticides, inspecció i etiquetatge), així com la salut animal i vegetal (plagues i malalties importades). L'Acord sobre Obstacles Tècnics al Comerç és un tractat internacional de l'Organització Mundial del Comerç. Va ser negociat durant la Ronda Uruguai de l'Acord General sobre Aranzels Duaners i Comerç, i va entrar en vigor amb l'establiment de l'OMC a la fi de 1994. L'objecte s'assegura que les negociacions tècniques i estàndards, així com els procediments d'assaig i certificació, no creen obstacles innecessaris al comerç. L'Acord de l'OMC en matèria de valoració duanera, formalment conegut com l'Acord sobre l'Aplicació de l'article VII del GATT, estableix els mètodes de valoració en duana que els membres han de seguir. Principalment, s'adopta el "valor de transacció".

## Crítica
L'OMC promou la integració econòmica i el lliure comerç (que altres denominen "globalització") i que es considera problemàtic. Els tractats de l'OMC han estat criticats severament per tenir un biaix que afavoreix a les companyies multinacionals i a les nacions riques. Encara que ser membre és voluntari, els crítics diuen que no unir-se'n pràcticament posa al país sota un "embargament", creant així un sistema internacional basat en regles econòmiques forçades, descoratjant els canvis i l'experimentació.
El procés de la presa de decisions ha estat criticat també, ja que els "tres grans" membres, els Estats Units, la Unió Europea i el Japó han estat acusats d'utilitzar l'OMC per a exercir llur influència sobre els estats més dèbils. A més, alguns diuen que els estats membres han adoptat els tractats de l'OMC no democràticament, i que ha danyat llurs ciutadans i llur ecologia.